# Optus
Optus une entreprise australienne de télécommunications. Elle est le second opérateur australien après Telstra mais devant Vodafone Hutchison Australia. La société est détenue à 100 % par Singapore Telecommunications.
Il détient 30 % de parts de marché en 2013 selon le rapport annuel de sa maison-mère.
Comptant 9 128 employés, elle annonce en juin 2016 une réduction d'effectif de 480 personnes.